# Качо Станков
Камен (Качо) Станков Каменов е български учител и търговец, народен представител в Първото и Третото велико народно събрание.

## Биография
Роден е през 1842 г. в Живовци, Фердинандска околия (изселено 1968 г.), в заможно семейство от рода Торлаците, преселници от Росомач. Майка му се казва Тодора. Качо има четирима братя: Павел (1829 – 1909), Петър (1837 – 1907), Константин (1843 – 1917) и Герасим (1855 – 1925). Учи в семинарията към Солунската гимназия. След завършването си започва работа като учител в Живовци. След това се занимава със събирането на беглика в цялата Кутловска околия и транспортирането му до Цариград. Ктитор е на църквата „Свето Възнесение“ в с. Живовци, като дарява владишки трон с икона, книги и църковна утвар. През 1879 г. е избран за народен представител в Първото велико народно събрание в Търново, а през 1886 г. – в Третото велико народно събрание. Участва с копринени платове на Първото българско земеделско-промишлено изложение в Пловдив през 1892 г. Почива на 7 октомври 1904 г. в Живовци.

### Семейство
През 1862 г. се жени за мома от чорбаджийския род Мечкарците от Долна Вереница. През 1866 г. се ражда синът им Захари Каменов Станков, който завършва естествена история в Софийския университет, директор на Фердинандската гимназия. След смъртта на съпругата си се жени за Ната Каменова Петкова (1850 – 1926). Имат шест деца – Милетия (1880 – 1952), която се омъжва за поп Георги Луканов (1882 – 1949) от Бистрилица; Тодор (1884 – 1940), Станко (1885 – 1927), Стана (1887 – 1934) и Петър (1896- ). Майка им Ната пее народни песни. Песента „Стоян и Иринка“, публикувана в „Жива старина“ на Димитър Маринов през 1892 г., е записана от Захари Каменов, по текст от Ната Каменова. Внучката на Качо Станков – Райна Захариева Каменова (1892-1977) е първата жена адвокат във Фердинандска околия.
- Снимки на семейството на Качо Станков
- Групова снимка на Захарий Каменов Станков (р. 1866), презвитера Милетия Каменова (1880 – 1952) и мъжа ѝ, свещеник Георги Луканов Иванов (1882 – 1949) от с. Бистрилица, Берковско. Отзад е Камен Захариев.
- Снимка на внучката му Райна Каменова Захариева
- Портретна снимка на сина му Станко Каменов Станков (1885 – убит 1927)